# Honkbalweek Haarlem
De Honkbalweek Haarlem (voorheen Haarlemse Honkbalweek) is een internationaal honkbalevenement in Nederland.
Het toernooi wordt sinds 1961 in Haarlem gespeeld en vindt altijd in de zomer plaats in even jaren. In de oneven jaren wordt in Rotterdam het World Port Tournament gespeeld. De eerste honkbalweek werd gehouden aan het Badmintonpad. De volgende edities werden gehouden in het Pim Mulierstadion. Sinds de aanvang is het per definitie het invitatietoernooi waar het Nederlands honkbalteam in optreedt en aantreedt tegen buitenlandse teams. In de beginjaren waren dit voornamelijk teams uit naburige landen en legerteams van Amerikaanse soldaten die in Nederland, Duitsland en Engeland waren gelegerd. In later jaren werden er ook andere nationale teams uitgenodigd alsmede Amerikaanse collegeteams. Sinds 1998 is het toernooi enkel op invitatie bestemd voor landenteams. Het Nederlands honkbalteam heeft het toernooi vijf keer gewonnen (in 2004, 2006, 2010, 2016 en 2022). Bekende Amerikaanse spelers die aan het toernooi hebben deelgenomen zijn onder andere Mark Prior, Alex Bregman, Trea Turner, Stephen Strasburg en Kris Bryant. Bekende Cubaanse spelers die ook uiteindelijk prof in Amerika werden en die ook op de Honkbalweek actief waren, zijn Jose Abreu, Yuli Gurriel en Jose Contreras.
In december 2016 werd het einde van de Haarlemse Honkbalweek bekendgemaakt. De Stichting Honkbalweek stelde dat wegens een gebrek aan sponsoren, de organisatie na 55 jaar niet meer financieel verantwoord was. Op 8 juli 2017 kwam naar buiten dat de Haarlemse Honkbalweek in 2018 terug zou keren. Hierbij werd de naam veranderd naar 'Honkbalweek Haarlem'. Een succesvolle editie in 2018 leidde tot de mogelijkheid om het toernooi ook in 2020 weer ten uitvoer te brengen. In 2020 werd het evenement echter afgelast wegens de coronapandemie. Vanaf de editie 2022 ging het evenement weer door.

## Resultaten
| Editie      | Winnaar                                | Nr. 2                             | Nr. 3                                        |
| ----------- | -------------------------------------- | --------------------------------- | -------------------------------------------- |
| 1961        | Verenigd Koninkrijk Alconbury Spartans | Duitsland Wiesbaden Flyers        | Frankrijk Châteauroux Sabres                 |
| 1963        | Verenigde Staten Sullivans             | Nederland                         | Verenigde Staten French Woods                |
| 1966        | Verenigde Staten California Stags      | Nederland                         | West-Duitsland Augsburg Bayonets             |
| 1968        | Verenigde Staten Sullivans             | Nederland                         | Nederlandse Antillen                         |
| 1969        | Verenigde Staten Sullivans             | Verenigde Staten California Stags | Nederland                                    |
| 1971        | Verenigde Staten Sullivans             | Verenigde Staten California Stags | Verenigde Staten USAFE                       |
| 1972Poule A | Cuba                                   | Verenigde Staten Sullivans        | Verenigde Staten Alaska Goldpanners          |
| 1972Poule B | Nederlandse Antillen                   | Nederland                         | Italië                                       |
| 1974        | Cuba                                   | Verenigde Staten Arizona Wildcats | Verenigde Staten Sullivans                   |
| 1976        | Verenigde Staten Arizona Wildcats      | Zuid-Korea                        | Verenigde Staten Sullivans                   |
| 1978        | Japan                                  | Zuid-Korea                        | Cuba                                         |
| 1980        | Verenigde Staten                       | Verenigde Staten Mississippi      | Verenigde Staten Sullivans                   |
| 1982        | Verenigde Staten Miami Hurricanes      | Japan Mitsubishi Japan            | Nederland                                    |
| 1984        | Canada                                 | Nederland                         | Verenigde Staten Washington State University |
| 1988        | Verenigde Staten Sullivans             | Canada                            | Nederland                                    |
| 1990        | Verenigde Staten Sullivans             | Cuba                              | Nederland                                    |
| 1992        | Japan                                  | Verenigde Staten Little Caesars   | Nederland                                    |
| 1994        | Japan                                  | Verenigde Staten Little Caesars   | Nederland                                    |
| 1996        | Cuba                                   | Nederland                         | Verenigde Staten Sullivans                   |
| 1998        | Cuba                                   | Australië                         | Verenigde Staten Sullivans                   |
| 2000        | Verenigde Staten                       | Cuba                              | Nederland                                    |
| 2002        | Verenigde Staten                       | Nederland                         | Cuba                                         |
| 2004        | Nederland                              | Cuba                              | Japan                                        |
| 2006        | Nederland                              | Cuba                              | Verenigde Staten                             |
| 2008        | Verenigde Staten                       | Cuba                              | Chinees Taipei                               |
| 2010        | Nederland                              | Cuba                              | Japan                                        |
| 2012        | Cuba                                   | Puerto Rico                       | Verenigde Staten                             |
| 2014        | Verenigde Staten                       | Japan                             | Nederland                                    |
| 2016        | Nederland                              | Japan                             | Australië                                    |
| 2018        | Japan                                  | Chinees Taipei                    | Nederland                                    |
| 2022        | Nederland                              | Curaçao                           | Verenigde Staten                             |
| 2024        | Japan                                  | Verenigde Staten                  | Nederland                                    |